# Chamyna homichlodes
Chamyna homichlodes là một loài bướm đêm trong họ Erebidae.